# Stanley Carper
Stanley Carper es un deportista estadounidense que compitió en natación. Fue campeón mundial de 4x100 metros libres y subcampeón mundial en 200 metros estilos en el Campeonato Mundial de Natación de 1973.

## Palmarés internacional
| Campeonato Mundial de Natación | Campeonato Mundial de Natación | Campeonato Mundial de Natación | Campeonato Mundial de Natación |
| Año                            | Lugar                          | Medalla                        | Prueba                         |
| ------------------------------ | ------------------------------ | ------------------------------ | ------------------------------ |
| 1973                           | Belgrado (Yugoslavia)          | Medalla de oro                 | 4 × 100 m libre                |
| 1973                           | Belgrado (Yugoslavia)          | Medalla de plata               | 200 m estilos                  |